# 18號染色體
18號染色體是人類23對染色體中的一對，正常人擁有2條18號染色體。18號染色體纏繞了約8500萬鹼基對（構築DNA的材料），並包含了人類細胞中約2.5%的DNA。
辨識染色體上的基因是遺傳學研究的一部分，研究者運用不同方法預測每對染色體中基因的數量，並估計基因的變化。11號染色體約有300~400個基因。

## 基因
以下列舉18號染色體中的一些基因與它們的作用或產物：
- DCC: 結腸癌缺失蛋白
- FECH（英语：亞鐵合酶）: 亞鐵合酶 （原卟啉症）
- NPC1（英语：NPC1）: 尼曼匹克症C1型
- SMAD4（英语：SMAD4）: SMAD, 抗DPP同源母體4型 （果蝇）
- KC6（英语：KC6）: 圓錐角膜基因6，發現於2005年

## 相關疾病
以下是一些與18號染色體上的基因有關的疾病：
- 紅細胞生成性紫質症（英语：Erythropoietic protoporphyria）
- 遺傳性出血性血管擴張症
- 尼曼匹克症C型
- 紫質症
- 選擇性緘默症
- 愛德華氏症候群 (18-三體症候群)
- 18-四體症候群（英语：Tetrasomy 18p）
- 18-單體症候群（英语：Monosomy 18p）
- 皮特-霍普金斯症候群（英语：Pitt-Hopkins Syndrome）

## 外部連結
- 18號染色體.org（页面存档备份，存于）
- 18號染色體在歐洲的登記及研究社群。（页面存档备份，存于）